# Simulium morisonoi
Simulium morisonoi är en tvåvingeart som beskrevs av Takaoka 1973. Simulium morisonoi ingår i släktet Simulium och familjen knott. Inga underarter finns listade i Catalogue of Life.